# 靳保芳
靳保芳（1952年—），河北宁晋人，汉族，中华人民共和国政治人物、第十二届全国人民代表大会河北地区代表。
毕业于河北广播电视大学，加入中国共产党，担任晶龙实业集团董事长。2008年起担任全国人大代表。2013年，被选为全国人大代表。